# 이승아 (농구 선수)
이승아(1992년 5월 25일 ~ )는 대한민국의 전 농구 선수이다. 포지션은 가드로 한국여자프로농구 (WKBL) 춘천 우리은행 한새와 대한민국 여자 농구 국가대표팀에서 활동하였다. 2016년 9월 계속되는 부상으로 지쳐 임의 탈퇴로 선수 생활을 쉬게 되었다. 이후 농구 교실을 운영하고 있다.

## 수상
- WKBL 신인선수상: 2012